# Ex chiesa di Santa Cristina (Treviolo)
La chiesa di Santa Cristina era un edificio religioso che si trovava nella frazione Albegno di Treviolo e fu il primo luogo di culto del territorio documentato già dal XII secolo.
Del 1166 è la citazione in una bolla pontificia di papa Alessandro III

## Storia
L'antica chiesa di Santa Cristina risulta citata per la prima volta all'inizio del XI secolo, in una permuta stipulata il 28 ottobre 1030 dall'arcidiacono Daiberto che acquistiva una pertica di terreno sulla località di Treviolo cche confinava con a name Sancte Cristine, a medidioe Sancti Iohanni con il subbiacono Arimondo.
L'indicazione inserita nella bolla dell'antipapa Vittore IV del 1160 confermava il diritto al beneficio dei canonici della chiesa di Sant'Alessandro di Bergamo di una chiesa intitolata a santa Cristina di Bolsena della località di Albegno. La conferma del beneficio, indica la presenza già precedente della chiesa. Il documento riporta che non era battesimale e che era retta da un rector, aveva il giuspatronato dei vicini. Un documento dell'arcidiacono della chiesa alessandrina certo Guasco del 1196 presentava una lamentela al vescovo di Bergamo Lanfranco da parte dei capitolo, circa l'uso del fonte battesimale: […] non provvedono a far battezzare i bambini presso il battistero della cattedrale […]. Nuovamente indicata nel 1166 in una ulteriore bolla di papa Alessandro III
L'edificio fu nuovamente citato nel 1260, come chiesa facente parte del primacerio di Lallio, nell'elenco delle chiese che dovevano versare un censo alla chiesa di Roma, e nell'elenco "nota ecclesiarum" ordinato da Bernabò Visconti nel 1360, che doveva indicare tutte le chiese i monasteri di Bergamo per definirne i benefici titolari e i censi da versare alla chiesa di Roma e alla famiglia Visconti di Milano. Dai fascicoli risulta la chiesa aveva censiti ben tre benefici, mentre quella intitolata a San Giovanni Battista ve ne era censito solo uno.
La storia della chiesa è poi ricostruibile dalle diverse visita pastorale che negli anni tra il 1349 e il 1362 la indicarono con il titolo anche di san Giacomo. L'edificio di culto di trovava dislocato dall'urbano in aperta campagna, e con il tempo fu lasciata senza cure, nella visita del vescovo Pietro Lippomani dell'11 maggio 1520 risulta che non vi fosse più neppure il tetto, pur avendo parecchie rendite. Dagli atti risulta che il Lippomani ne ordinò ai beneficiari il suo restauro. Cosa che però non avvenne.

### Il degrado
Nel 1555 fu il vescovo Vittore Soranzo a visitare la chiesa. Gli atti indicano che fu nuovamente imposto la ristrutturazione dell'edificio e è della seconda metà del Cinquecento la formazione della nuova copertura e dell'abside con il contributo dei nobili locali Nicolò Colleoni, Nicola Assonica e Girolamo Rota. La relazione della visita del 1560 del rappresentante del vescovo Luigi Lippomano, Girolamo Monti, la chiesa si presentava in buone condizioni, ma purtroppo le ristrutturazioni non proseguirono e i locali tornarono a presentare problemi di stabilità.
La chiesa risultava ancora mal tenuta nella relazione della visita del vescovo Federico Corner del 1564 malgrado risulta che vi fosse il beneficio di cui godevano i chierici titolari era di 910 lire. La relazione della visita di san Carlo Borromeo, eseguita dal suo rappresentante Ottaviano Ferrerio, denuncia l'ammaloramento dell'edificio così come nel 1585 del vescovo Gerolamo Ragazzoni che ordinò la costruzione di una nuova cappella: tra il campanile e la porta grande. Ma gli abitanti della località chiesero di poter ristrutturare l'antico edificio. Il vescovo Giovan Battista Milani ordinò_  […] la vecchia chiesa di Santa Cristina sia restaurata a spese dei titolati e che tanto li massari che li braccianti, come promesso, prestino la loro opera gratuitamente […]'. 
Ma la chiesa non fu mai ristrutturata come risulta dagli atti della visita di don Bernardino Costa, vicario del vescovo Giambattista Milani del 14 ottobre 1603, il quale dichiarò nuovamente la ristrutturazione con incarico a Torquato Trorre e Luca Solca perché seguissero i lavori ordinati. Il 28 aprile 1613 il vescovo Giovanni Emo vide che la situazione era invariata, e fece fare una stima dall'allora parroco.
L'edificio fu distrutto e non vi sono più tracce se non la via che ne riporta l'antica intitolazione. Una piccola cappella fu edificata in prossimità risulta infatti che vi fu sepolto il defunto parroco il 9 agosto 1628 versus viridarium huius ecclesiae prope murum, inter chorum et cappellam Sanctae Chistinaie. Il beneficio rimase ancora per un secolo a favore del titolare parroco di San Giovanni. Nel 1905 la locazione della cappella fu identificata nella zona della rimessa e del lavandino presso la casa parrocchiale dove si trovarono traccia di dipinti, casa che fu purtroppo demolita nel 1986.
L'antica chiesa era posta sull'antico abitato di Treviolo a nord di Albegno sulla strada che proveniva da Curnasco: Questo tratto di strada fu abbandonato nel XIX secolo, era quindi posta fu quello che era nel medioevo una importante via di collegamento tra i centri rurali di Curnasco, Curno, Albegno, Roncola e Treviolo. La leggenda popolare voleva che su quel territorio anticamente vi era uno stagno infestato da spiriti maligni e la costruzione fu proprio per il desiderio di liberare questo territorio.